# Óscar Gangas
Óscar Luis Gangas Suárez (Santiago, 20 de marzo de 1960) es un humorista y artista chileno.

## Carrera artística
Durante su juventud se dedicó al teatro, y en 1981 tuvo su primera aparición televisiva en el show de talentos ¿Cuánto vale el show?. También participó en el programa Éxito en 1984, donde ganó un concurso que buscaba promesas actorales. Sin embargo, a mediados de la década de 1980 decidió que su carrera debía orientarse hacia el humor, y participó en un concurso de humoristas amateur en el programa Sábados gigantes, donde conoció a Carlos Helo, mentor de su carrera.
En 1998 es invitado a la XXXIX edición del Festival Internacional de la Canción de Viña del Mar como uno de los números humorísticos del certamen viñamarino. Su presentación no agradó al público —que en ese festival es llamado "El Monstruo" por el poder que ejerce sobre la continuidad de los artistas que se presentan— debido a que comenzó su rutina haciendo una crítica al humor de doble sentido, que precisamente era el que utilizaba la dupla Melón y Melame, quienes se habían presentado la noche anterior en el mismo escenario con gran éxito. 

La gente piensa que todos los chistes para ser graciosos, tienen que ser groseros, picantes o cochinos. Falso, hay muchos que no lo son... hartos... en este momento no me acuerdo de ninguno, pero hay hartos.
Óscar Gangas, 1998.

Posteriormente realizó una comparación entre el estereotipo del chileno y gente de otros países, caracterizando a los primeros como personas con «menos personalidad»  [sic], lo que acrecentó las pifias de los espectadores, e hizo que Gangas terminara antes de lo previsto con su rutina.
Tras el bochorno de Viña del Mar, Gangas siguió con su carrera, e incluso usó su fallida actuación en el festival para promocionarla. El 29 de diciembre de 2010 se anunció que Gangas volvería a presentarse en el Festival de Viña del Mar (en su LII versión), generando gran expectativa en los medios. Gangas actuó la jornada del 22 de febrero de 2011, obteniendo buena respuesta del público, que le otorgó como premios la antorcha de plata y la antorcha de oro. En esa oportunidad utilizó el doble sentido —que había criticado en su primera presentación en el certamen— y realizó chistes sobre homosexuales, lo que le valió a Chilevisión una millonaria multa por parte del Consejo Nacional de Televisión.
En 2015 formó parte del programa El bar del Bombo y los chistositos.